# Hanoniscus orientalis
Hanoniscus orientalis är en kräftdjursart som beskrevs av Albert Vandel1973. Hanoniscus orientalis ingår i släktet Hanoniscus och familjen Oniscidae. Inga underarter finns listade i Catalogue of Life.